# North American Soccer League 2017
Die North American Soccer League 2017 war die siebte und letzte Saison der North American Soccer League. Sie begann am 25. März 2017 mit dem ersten Spieltag der Spring Season und endete am 12. November mit dem Finalspiel der Play-offs, dem sogenannten Soccer Bowl.
Die Regular Season ist in zwei Teile unterteilt. Die Spring Season, welche im ersten Halbjahr 2017 ausgetragen wurde, konnte der Miami FC für sich entscheiden. Die im Anschluss stattfindende Fall Season wurde ebenfalls mit dem Miami FC als Tabellenerster abgeschlossen. In den anschließenden Play-offs trafen die besten vier Mannschaften beider Seasons aufeinander. Hier besiegten die San Francisco Deltas im Finale New York Cosmos.

## Änderungen gegenüber 2016
- Die San Francisco Deltas kommen als neues Franchise hinzu.
- Minnesota United hat die Liga in Richtung Major League Soccer verlassen.
- Die Tampa Bay Rowdies und Ottawa Fury wechseln in die United Soccer League.
- Die Fort Lauderdale Strikers und Rayo OKC haben die Liga auf unbestimmte Zeit verlassen.
- Die Carolina RailHawks wurde in North Carolina FC umbenannt.

## Mannschaften
| Mannschaft           | Stadion                                      | Kapazität | Gegründet | Eintritt | Trainer           |
| -------------------- | -------------------------------------------- | --------- | --------- | -------- | ----------------- |
| FC Edmonton          | Clarke Stadium                               | 5.000     | 2009      | 2011     | Colin Miller      |
| Indy Eleven          | IU Michael A. Carroll Track & Soccer Stadium | 12.111    | 2013      | 2014     | Tim Hankinson     |
| Jacksonville Armada  | Hodges Stadium                               | 12.000    | 2013      | 2015     | Mark Lowry        |
| Miami FC             | Riccardo Silva Stadium                       | 20.000    | 2015      | 2016     | Alessandro Nesta  |
| New York Cosmos      | MCU Park                                     | 7.000     | 2010      | 2013     | Giovanni Savarese |
| North Carolina FC    | WakeMed Soccer Park                          | 10.000    | 2006      | 2011     | Colin Clarke      |
| Puerto Rico FC       | Estadio Juan Ramón Loubriel                  | 22.000    | 2015      | 2016     | Adrian Whitbread  |
| San Francisco Deltas | Kezar Stadium                                | 10.000    | 2016      | 2017     | Marc Dos Santos   |

## Spring Season
Die Spring Season begann am 25. März 2017 mit dem ersten Spieltag und endete am 16. Juli 2017 mit dem 16. Spieltag.

### Tabelle
| Pl. | Verein               | Sp. | S  | U | N  | Tore    | Diff. | Punkte |
| --- | -------------------- | --- | -- | - | -- | ------- | ----- | ------ |
| 1.  | Miami FC             | 16  | 11 | 3 | 2  | 033:110 | +22   | 36     |
| 2.  | San Francisco Deltas | 16  | 7  | 5 | 4  | 017:200 | −3    | 26     |
| 3.  | New York Cosmos      | 16  | 6  | 6 | 4  | 022:210 | +1    | 24     |
| 4.  | Jacksonville Armada  | 16  | 6  | 6 | 4  | 017:160 | +1    | 24     |
| 5.  | North Carolina FC    | 16  | 6  | 3 | 7  | 021:220 | −1    | 21     |
| 6.  | Indy Eleven          | 16  | 4  | 8 | 4  | 021:220 | −1    | 20     |
| 7.  | FC Edmonton          | 16  | 4  | 1 | 11 | 011:210 | −10   | 13     |
| 8.  | Puerto Rico FC       | 16  | 1  | 6 | 9  | 019:280 | −9    | 09     |

## Fall Season
Die Fall Season beginnt am 30. Juli 2017 mit dem ersten Spieltag und endete am 29. Oktober 2017 mit dem 16. Spieltag.

### Tabelle
| Pl. | Verein               | Sp. | S  | U | N | Tore    | Diff. | Punkte |
| --- | -------------------- | --- | -- | - | - | ------- | ----- | ------ |
| 1.  | Miami FC             | 16  | 10 | 3 | 3 | 028:170 | +11   | 33     |
| 2.  | San Francisco Deltas | 16  | 7  | 7 | 2 | 024:150 | +9    | 28     |
| 3.  | North Carolina FC    | 16  | 5  | 9 | 2 | 025:150 | +10   | 24     |
| 4.  | New York Cosmos      | 16  | 4  | 9 | 3 | 034:300 | +4    | 21     |
| 5.  | Jacksonville Armada  | 16  | 4  | 7 | 5 | 021:220 | −1    | 19     |
| 6.  | Puerto Rico FC       | 16  | 4  | 4 | 8 | 013:230 | −10   | 16     |
| 7.  | FC Edmonton          | 16  | 3  | 5 | 8 | 014:210 | −7    | 14     |
| 8.  | Indy Eleven          | 16  | 3  | 4 | 9 | 018:340 | −16   | 13     |

## Playoffs

### Gesamttabelle
| Pl. | Verein               | Sp. | S  | U  | N  | Tore    | Diff. | Punkte |
| --- | -------------------- | --- | -- | -- | -- | ------- | ----- | ------ |
| 1.  | Miami FC             | 32  | 21 | 6  | 5  | 061:280 | +33   | 69     |
| 2.  | San Francisco Deltas | 32  | 14 | 12 | 6  | 041:350 | +6    | 54     |
| 3.  | North Carolina FC    | 32  | 11 | 12 | 9  | 046:370 | +9    | 45     |
| 4.  | New York Cosmos      | 32  | 10 | 15 | 7  | 056:510 | +5    | 45     |
| 5.  | Jacksonville Armada  | 32  | 10 | 13 | 9  | 038:380 | ±0    | 43     |
| 6.  | Indy Eleven          | 32  | 7  | 12 | 13 | 039:560 | −17   | 33     |
| 7.  | FC Edmonton          | 32  | 7  | 6  | 19 | 025:420 | −17   | 27     |
| 8.  | Puerto Rico FC       | 32  | 5  | 10 | 17 | 032:510 | −19   | 25     |

|  | The Championship Semifinals | The Championship Semifinals | The Championship Semifinals |  |  | Soccer Bowl 2017 | Soccer Bowl 2017     | Soccer Bowl 2017 |
|  |                             |                             |                             |  |  |                  |                      |                  |
|  |                             |                             |                             |  |  |                  |                      |                  |
|  | 1                           | Miami FC                    | 0 (5)                       |  |  |                  |                      |                  |
|  | 4                           | New York Cosmos             | 0 (6)                       |  |  |                  |                      |                  |
|  |                             |                             |                             |  |  | 4                | New York Cosmos      | 0                |
|  |                             |                             |                             |  |  | 2                | San Francisco Deltas | 2                |
|  | 2                           | San Francisco Deltas        | 1                           |  |  |                  |                      |                  |
|  | 3                           | North Carolina FC           | 0                           |  |  |                  |                      |                  |
|  |                             |                             |                             |  |  |                  |                      |                  |

### Halbfinale
| 5. November 2017 17:00 EDT | Miami FC | 0:0 n. V. | New York Cosmos | Riccardo Silva Stadium, University Park Zuschauer: 7.115 Schiedsrichter: Marcos DeOliveira |
| 5. November 2017 17:00 EDT | Bericht  |           |                 | Riccardo Silva Stadium, University Park Zuschauer: 7.115 Schiedsrichter: Marcos DeOliveira |

|                                                    |     | Elfmeterschießen                                         |  |
| Michel Poku Martínez Chávez Pinho Freeman Trafford | 5:6 | Ayoze Szetela Calvillo Vranjicán Guerra Mkosana Starikov |  |

| 5. November 2017 17:00 PST | San Francisco Deltas | 1:0     | Rayo OKC | Kezar Stadium, San Francisco Zuschauer: 3.586 Schiedsrichter: Alex Chilowicz |
| 5. November 2017 17:00 PST | Gibson 40′           | Bericht |          | Kezar Stadium, San Francisco Zuschauer: 3.586 Schiedsrichter: Alex Chilowicz |

### Soccer Bowl 2017
| San Francisco Deltas                                                  | San Francisco Deltas | New York Cosmos | New York Cosmos |
| --------------------------------------------------------------------- | --- | --- | --------------- |
| San Francisco Deltas                                                  | \| 12. November 2017 um 17:00 Uhr (PST) in San Francisco (Kezar Stadium) \| \| Ergebnis: 2:0 (1:0) \| \| Zuschauer: 9.691 \| \| Schiedsrichter: Rubiel Vazquez \|                                                                                                  | \| 12. November 2017 um 17:00 Uhr (PST) in San Francisco (Kezar Stadium) \| \| Ergebnis: 2:0 (1:0) \| \| Zuschauer: 9.691 \| \| Schiedsrichter: Rubiel Vazquez \| | New York Cosmos |
| San Francisco Deltas                                                  | Romuald Peiser – Reiner Ferreira, Karl Ouimette, Nana Attakora-Gyan (65. Patrick Hopkins) – Jackson, Michael Stephens (75. Pablo Dyego), Tyler Gibson, Maxim Tissot, Greg Jordan, Kyle Bekker – Tom Heinemann (90.+2' Devon Sandoval) Cheftrainer: Marc Dos Santos | Jimmy Maurer – Jimmy Mulligan, Carlos Mendes , Dejan Jaković, Ayoze García – Eric Calvillo (69. Lucky Mkosana), Javi Márquez, Juan Francisco Guerra, Andrés Flores, Emmanuel Ledesma (88. Pablo Vranjicán) – Eugene Starikov (90.+3' Kobi Moyal) Cheftrainer: Giovanni Savarese | New York Cosmos |
| San Francisco Deltas                                                  | 1:0 Tom Heinemann (19., Foulelfmeter) 2:0 Devon Sandoval (90.+5') | | New York Cosmos |
| San Francisco Deltas                                                  | Tyler Gibson (24.), Tom Heinemann (31.), Romuald Peiser (90.) | Jimmy Mulligan (45.+3'), Ayoze García (87.) | New York Cosmos |
| 12. November 2017 um 17:00 Uhr (PST) in San Francisco (Kezar Stadium) | | |                 |
| Ergebnis: 2:0 (1:0)                                                   | | |                 |
| Zuschauer: 9.691                                                      | | |                 |
| Schiedsrichter: Rubiel Vazquez                                        | | |                 |